# Диодор (Ильдомский)
Иеромона́х Диодо́р (в миру Алекса́ндр Никола́евич Ильдо́мский; ?—1860) — иеромонах Русской православной церкви и педагог.

## Биография
Диодор Ильдомский родился в семье рязанского протоиерея; воспитывался в Рязанской духовной семинарии, по окончании которой поступил в Санкт-Петербургскую духовную академию, которую успешно окончил в 1855 году со степенью магистра богословия.
Был определён бакалавром в Казанскую духовную академию по классу нравственного богослужения и литургики, но очень скорое педагогический талант Ильдомского был замечен и он был переведён на ту же должность в Санкт-Петербургскую духовную академию по классу введения в православное богослужение и церковного красноречия.
Диодор Ильдомский прекрасно знал древние и новые языки и обладал большим ораторским талантом. Ранняя смерть помешала развиться его дарованиям. Он умер 3 (15) января 1860 года и был похоронен на Тихвинском кладбище Александро-Невской лавры.
Из его произведений известно «Слово на погребение ординарного профессора духовной академии А. И. Мишина», помещенное в «Христианском чтении» за 1855 год.